# 이현 (1950년)
이현(한국 한자: 李玄, 본명: 이헌, 한국 한자: 李憲, 미국 거주 시절 영어 이름은 빈스 리(Vince Lee), 1950년 9월 7일 ~ )은 대한민국의 가수이자 기업가이다. 본관은 공주(公州), 호(號)는 기산(岐山)이다.
그의 현재 주요 거주지는 서울특별시 송파구 방이동이다.

## 생애
그는 1950년 9월 7일, 부산에서 당시 육군 제2사단장이었던 아버지 이형근 前 합동참모총장의 슬하 2남 4녀 중 차남으로 출생하였고 지난날 한때 강원도 양구에서 잠시 유아기를 보낸 적이 있으며 이후 서울에서 성장하였다.
1970년 21세에 가수로 데뷔하였으며 히트곡으로는 작곡가 김영광에게 받은 《잘 있어요》가 있다. 가수 활동 3년차이던 1973년에 중앙대 연극영화학과에서 학사 학위 취득하였고 같은 해 1973년에 뮤지컬배우로도 데뷔하였으며 2년 후 1975년에 아버지의 권유와 군 입대 관련 문제로 연예계를 은퇴하고 대한민국 육군 사병으로 군 복무를 마친 후 1981년에 한양대 대학원 전기공학과를 공학석사 학위하였다.
이후 1985년에서 이듬해 1986년까지 민주정의당 과학기술행정특보위원을 지냈으며 1988년에서 이듬해 1989년까지 신민주공화당 문화예술행정특보위원을 지낸 그는 그 후 기업가로 변신하여 기산통신(現 기산텔레콤)의 사장으로 지내다가 2014년 7월 27일에 KBS 한국방송공사 TV 프로그램 《콘서트 7080》에서 복귀 무대를 가졌으며 이후 《가요무대》에 출연하기 시작하며 다시 가수 활동을 재개하였다.

## 소속
- 기산텔레콤 사장

## 가족 관계
- 외할아버지: 이응준(李應俊, 1890년 8월 12일 ~ 1985년 7월 8일. 군인, 정치인. 대한민국 육군 중장 예편. 육군참모총장, 육군참모차장, 체신부 장관 역임.)
- 외할머니 : 이정희(李正熙, 1897년 ~ 1987년 9월 29일. 대한제국 육군 참령 예편한 이갑 前 대한국인 국민회 원동지회장의 딸.)
  - 외숙부 : 이창선(李昌善, 1921년 ~ 1996년 12월 3일, 일본 도쿄 출생. 대한민국 육군사관학교 2기 및 고려대학교 경제학과 학사 졸업. 육군참모총장 비서실장 역임. 1955년 대한민국 육군 대령 예편.)
  - 어머니 : 이혜란(李慧蘭, 1918년 ~ 1997년 3월 20일, 일본 도쿄 출생. 이창선의 누나.)
  - 아버지: 이형근(李亨根, 1920년 11월 2일 ~ 2002년 1월 13일. 군인, 외교관, 정치인. 대한민국 육군 대장 예편. 합동참모총장, 육군참모총장, 육군본부 고문, 육군참모총장 직무대리, 외무부 본부 대사 역임.)
    - 누나: 이미경(李美卿, 1940년 2월 23일 ~ , 기혼.)
    - 형: 이훈(李勳, 1947년 7월 21일 ~ , 기혼.)
    - 본인: 이현(李玄, 본명은 이헌(李憲).)
    - 누이동생: 이애경(李愛卿, 1953년 12월 7일 ~ , 기혼. 인테리어 사업.)
      - 생질녀: 한지원(韓知原, 1981년 12월 15일 ~ , 이애경의 딸. 미국 샌타 모니카 대학교 미술학과 학사 졸업. 2001년 미스코리아 한국일보 출신.)

    - 누이동생: 이은경(李恩卿, 1956년 3월 23일 ~ , 기혼.)
    - 누이동생: 이보경(李寶卿, 1957년 9월 10일 ~ , 기혼 .)

  - 작은아버지: 이상근(李尙根, 1922년 ~ 1950년 9월 24일, 前 육군 제7사단 제3연대장. 대한민국 육군사관학교 2기 및 국방경비대 보병학교 출신. 한국 전쟁에서 전사한 이후 대한민국 육군 준장 특진이 추서됨.)
    - 사촌 형: 이병권(李炳權, 1950년 8월 12일 ~ , 숙부 이상근의 아들. 기혼.)

## 학력
- 1963년 서울미동국민학교 (졸업)
- 1966년 경복중학교 (졸업)
- 1969년 경희고등학교 (졸업)
- 1973년 중앙대학교 연극영화학과 (졸업)
- 1981년 한양대학교 대학원 전기공학과 (졸업)